# Đorđo Baladore Palijeri
Grof Đorđo Baladore Palijeri (it. Giorgio Balladore Pallieri, 3. februar 1905 u Akvi Terme, Pijemont — 9. decembar 1980 u Gravedoni, Lombardija) bio je italijanski pravnik iz oblasti međunarodnog prava.

## Biografija
Godine 1926. doktorirao je pravne nauke na Univerzitetu u Torinu. Dve godine kasnije, držao je predavanja iz međunarodong prava, dok 1930. nije prešao na mesto docenta na Univerzitetu u Mesini, gde je 1932. imenovan za profesora međunarodnog prava. U narednim godinama preuzimao je mesto predavača na katedrama za međunarodno pravo na Univerzitetu u Modeni (1933), Univerzitetu u Đenovi (1934) i Katoličkom univerzitetu Svetog srca (1935) u Milanu. 
Baladore Palijeri je od 1935. do 1949. predavao na Haškoj akademiji za međunarodno pravo, a 1955. je imenovan za profesora na Escuela de funcionario internacionales u Madridu. Nakon određenog vremena vratio se na Katolički univerzitet Svetog srca.
Godine 1959. izabran je na italijansko mesto na novoosnovanom Evropskom sudu za ljudska prava. Mesto potpredsednika suda je preuzeo 1971, a 1974. je na mestu predsednika suda zamenio britanskog pravnika Hamfrija Voldoka. Ovu poziciju je obnašao do svoje smrti 1980. godine.
Baladore Palijeri je od 1948. bio pridruženi, a od 1955 i redovni član Instituta za međunarodno pravo. Pored toga, bio je član odbora za pravna pitanja pri italijanskom ministarstvu spoljnih poslova, te savetodavnom odboru Evropske zajednice za atomsku energiju. Bio je autor brojnih dela iz oblasti državnog i međunarodnog prava.

## Literatura i spoljašnje veze
- Recueil Des Cours. pp. 289. Martinus Nijhoff Publishers. (online)
- Yearbook of the European Convention on Human Rights. Volume 2, 1958-1959. pp. 146-148. Martinus Nijhoff Publishers. (online)
- Internationales Biographisches Archiv 07/1975 od 3. Februar 1975
- Il Viadante